# Hans Senn

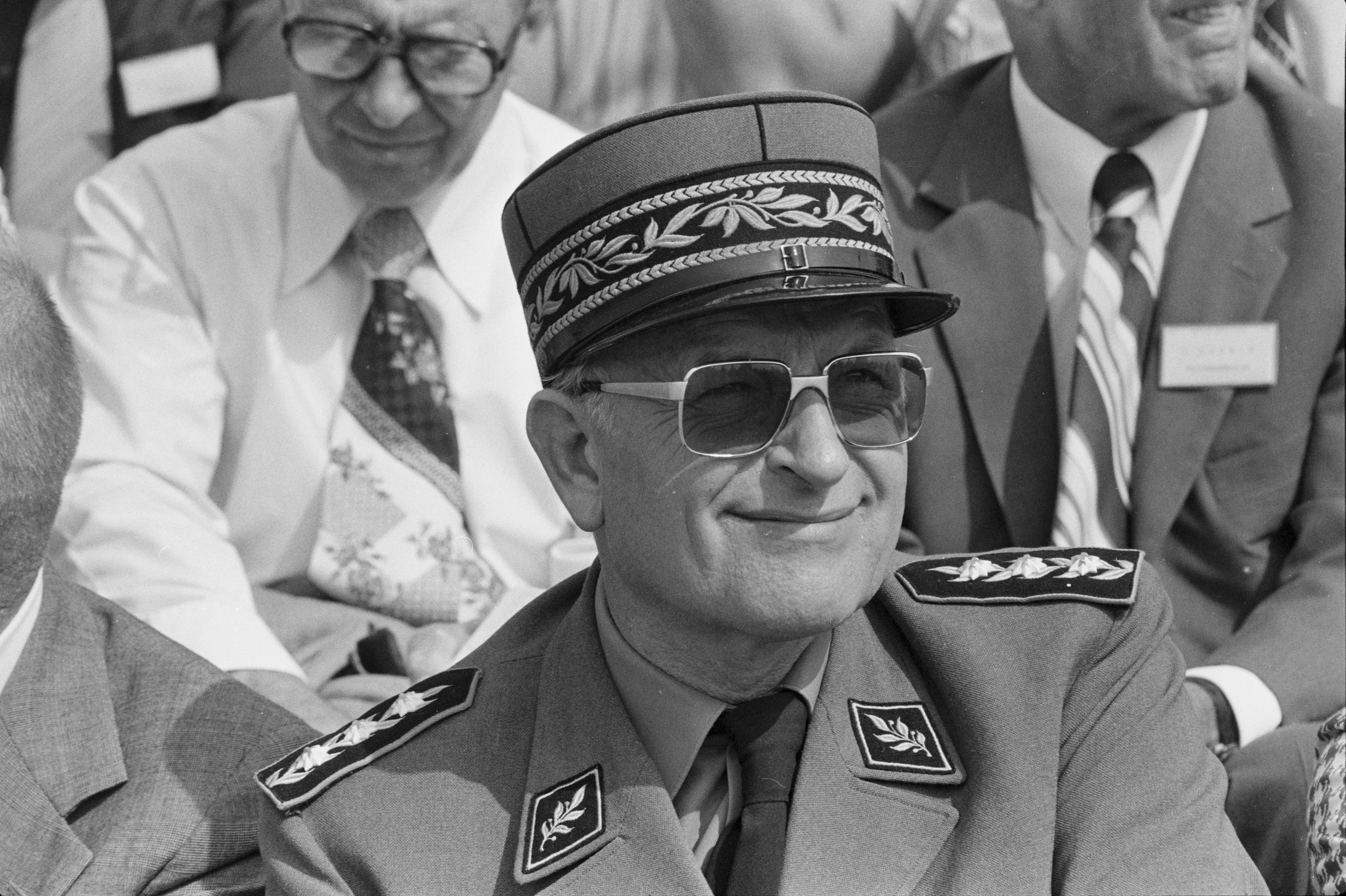
Hans Senn, Foto: Christof Sonderegger, Comet Photo, Bildarchiv der ETH Zürich, 1978

Hans Senn (* 6. Juli 1918 in Aarau; † 22. September 2007 in Bern; heimatberechtigt in Zofingen) war ein Schweizer Historiker und Offizier. Von 1977 bis 1980 war er Generalstabschef der Schweizer Armee.

## Leben
Hans Senn war Sohn des Forstingenieurs Max Emanuel Senn. Er absolvierte die Kantonsschule Aarau und trat dort der Verbindung Argovia bei. Er studierte Rechtswissenschaften, Geschichte und der Germanistik an den Universitäten Zürich und Bern und promovierte 1945 über General Hans Herzog.
Er absolvierte den Aktivdienst 1939–1945 als Mitrailleur-Zugführer. 
Seine militärische Ausbildung absolvierte er an der École supérieure de guerre in Paris. In den sechziger Jahren war er als Chef der Operationssektion ein Verfechter eines möglichen Atomschlages, genauso wie der Bundesrat in den 1950er Jahren. Er war von 1977 bis 1980 Generalstabschef der Schweizer Armee und Korpskommandant des Feldarmeekorps 4. 
Er war Mitglied der Schweizerischen Vereinigung für Militärgeschichte und Militärwissenschaft und der Schweizerischen Gesellschaft für militärhistorische Studienreisen. Er verfasste mehrere militärhistorische Arbeiten.
Hans Senn war seit 1950 verheiratet mit Marion Aerni.

## Werke (Auswahl)
- General Hans Herzog [1819–1844]. Sein Beiträge zur Entwicklung der schweizerischen Armee. Sauerländer, Aarau 1945.
- Die Entwicklung der Führungsstruktur im Eidgenössischen Militärdepartement (= Gesamtverteidigung und Armee. Bd. 9). Huber, Frauenfeld u. a. 1982, ISBN 3-7193-0828-6.
- Erhaltung und Verstärkung der Verteidigungsbereitschaft zwischen den beiden Weltkriegen (= Der schweizerische Generalstab. Bd. 6). Mit einem Vorwort von Kaspar Villiger, Hier und Jetzt, Verlag für Kultur und Geschichte, Baden 1991, ISBN 3-7190-1152-6.
- Anfänge einer Dissuasionsstrategie während des Zweiten Weltkrieges (= Der Schweizerische Generalstab. Bd. 7). Mit einem Vorwort von Kaspar Villiger. Verlag Helbing & Lichtenhahn, Basel 1995, ISBN 3-7190-1398-7.